# Гомер и Эдди
«Гомер и Эдди» (англ. Homer And Eddie) — кинофильм 1989 года режиссёра Андрея Кончаловского. Гран-при Международного кинофестиваля в Сан-Себастьяне.

## Сюжет
Гомер (Джеймс Белуши) — добродушный, но психически неполноценный человек с психикой ребёнка, брошенный в детстве родителями из-за травмы, которая и сделала его неполноценным, едет в дом отца, который находится при смерти. Ограбленный по дороге хулиганами, он встречает Эдди (Вупи Голдберг), смертельно больную и озлобленную женщину, которая сбежала из психиатрической лечебницы. Ей всё равно, куда ехать, и у неё есть машина. Вместе они продолжают путешествие.

## В ролях
- Джеймс Белуши — Гомер Ланза
- Вупи Голдберг — Эдди Черви
- Карен Блэк — Белла
- Энн Рэмси — Эдна
- Би Ричардс — Линда Черви
- Винсент Скьявелли — священник
- Нэнси Энн Парсонс — Мэйд
- Джимми Ф. Скэггс - Иисус #1
- Елена Коренева — эпизод
- Фриц Фельд — гробовщик (последняя роль актёра)

## Съёмочная группа
- Режиссёр: Андрей Кончаловский
- Сценарист: Патрик Кирилло
- Композитор: Эдуард Артемьев